# پارک جنگلی امامزاده سید حسین کازرون
پارک جنگلی امام‌زاده سید حسین در شهرستان کازرون در استان فارس واقع است.

## ویژگی‌های منطقه
این منطقه حفاظت شده در ۲۵ کیلومتری شمال شهر کازرون قرار دارد. چشمه سرآب شیرین این امام زاده و پوشش مناسب و جنگلی آن گردشگاهی چند منظوره را به وجود آورده‌است.